# Poljska
Poljska (polj. Polska), službeno Republika Poljska (polj. Rzeczpospolita Polska), država je u Srednjoj Europi. Graniči na zapadu s Njemačkom, na jugozapadu s Češkom, na jugu sa Slovačkom, na jugoistoku s Ukrajinom, na istoku s Bjelorusijom, na sjeveroistoku s Litvom, te na sjeveru s Rusijom (tj. ruskim teritorijem Kalinjingradska oblast) i Baltičkim morem.
Članica je Europske unije i NATO-a. Ukupna površina Poljske je 312 696 km², što je čini 69. na popisu najvećih država svijeta i 9. najvećom u Europi. U Poljskoj živi više od 38 milijuna ljudi, po čemu je 34. u svijetu i 8. u Europi.
Za godinu osnivanja Poljske se uzima 966. godina kada je njen vladar knez Mješko I. prihvatio kršćanstvo. Kraljevina Poljska je 1569. sklapanjem Lublinske unije ušla je u dugotrajni savez s Velikom kneževinom Litvom, čime je osnovana moćna i prostrana Poljsko-Litavska Unija. Unija je nestala 1795., a teritorij Poljske podijelile su Kraljevina Pruska, Rusko Carstvo i Habsburška Austrija. Poljska je svoju samostalnost obnovila 1918. nakon Prvoga svjetskog rata, a ponovo ju izgubila početkom Drugoga svjetskog rata. Poljska je u ratu izgubila oko 6 milijuna građana, a iz rata je izašla u znatno promijenjenim granicama. Poslijeratna Narodna Republika Poljska bila je u okviru Istočnoga bloka, pod jakim sovjetskim utjecajem. Za vrijeme revolucija 1989. komunistička vlast je ukinuta.
Poljska je unitarna država, koju čini 16 vojvodstava.

## Ime
Ime Polska, koje se pojavljuje sredinom 11. stoljeća, dolazi od drevnoga slavenskog plemena Polanie („Oni koji žive na polju”, doslovno Poljaci), koje se naselilo u nizinama između Odre i Visle nakon pada Zapadnoga Rimskoga Carstva, u 5. stoljeću. Pretpostavlja se da je glavno zanimanje toga plemena bila zemljoradnja, dok je kod ostalih plemena, npr. Vislana i Mazovljana bilo drukčije jer su naseljavali šumovite krajeve.
U prošlosti su korišteni latinski nazivi terra Poloniae — poljska zemlja ili Regnum Poloniae — poljsko kraljevstvo. Imenom Poljska (polj. Polska) počinje se koristiti u 11. stoljeću. Zemlja Poljana je u 14. stoljeću nazivana Staropoljska (polj. Staropolska), a kasnije Velikopoljska (polj. Wielkopolska). Južne zemlje su zbog kontrasta nazivane Malopoljska (polj. Małopolska).
Ostala imena Poljske (polj. Lechia, per. Lachistan, lit. Lenkija) i Poljaka (rus. Lях, mađ. Lengyel) potječu od imena plemena Leđana, za koje se smatra da su živjeli u sadašnjemu jugozapadnom dijelu Poljske.
Riječ Rzeczpospolita označava republiku.

## Povijest

### Prapovijest
Najpoznatiji arheološki nalaz iz poljske prapovijesti je utvrđeno naselje Biskupin u općini Gąsawi, koje potječe iz vremena Lužičke kulture iz ranoga željeznoga doba, od oko 700. pr. Kr.
Povjesničari pretpostavljaju da su tijekom kasne antike na prostoru današnje Poljske živjele mnoge različite etničke skupine. Točna etnička i jezična pripadnost tih skupina predmetom je velikih rasprava. Posebno su mjesta i vrijeme postojanja prvobitnih naselja slavenskih plemena bila predmetom velikih kontroverzija.

### Za vrijeme Pjastovića (966. – 1385.)
Poljska je dobila naziv po plemenu Poljana koji su u 10. stoljeću pokorili poljska plemena Pomerana na sjeveru, Šležana u Šleskoj, Mazovljana u središnjoj Poljskoj, Poljan, Lenđana i Višljana na jugu oko Krakova na području između rijeka Visle i Odre pod vlašću kneza Mješka I. u 10. stoljeću oko 960. godine s centrom u Gnieznu. On je bio prvi poznati vladar iz dinastije Pjastovića. Za njegova vladanja, godine 966., Poljaci su primili kršćanstvo, a poljska država priznala vlast Svetog Rimskog Carstva. Mieszko I. osnovao je i prvu poljsku biskupiju u Poznanu 968. godine na čelu s biskupom Jordanom. Državu je stavio u zaštitu prepustivši je Svetoj Stolici 990. godine u dokumentu Dagome Iudex, a umro je 992. godine prepustivši državu svom nasljedniku Boleslavu I. Hrabrom.
Za vladanja Boleslava I. Hrabrog (992. – 1027.) Poljska se proširila na oblast Lužice, Bohemije, Moravske i Slovačke. Htio je povećati samostalnost Poljske i ta težnja se vidi u slanju misionarskih ekspedicija 997. godine, pod vodstvom praškog biskupa Sv. Vojtjeha, u misiju pokrštavanja poganskih Prusa. Ondje Sv. Vojtjeh pogiba i 999. godine je proglašen svetim, a tijelo mu je prebačeno u katedralu u Gnieznu. Za vrijeme vladavine Boleslava I. Hrabrog postignut je veliki napredak u diplomatskim odnosima sa SRC-om kada je Oton III. proglasio Boleslava I. Hrabrog patricijem carstva u Gnieznu iznad groba Sv. Vojtjeha te u istoimenom gradu osnovao nadbiskupiju. Osnovao je biskupije u Krakovu, Wrocławu i Kołobrzegu. Nakon Otona III. carstvo na čelu s Henrikom II. Svetim mijenja svoju politiku i pokreće 3 poljsko - njemačka rata, u kojima Boleslav I. Hrabri izlazi kao pobjednik. Svoju poziciju učvršćuje pohodom na Kijev 1018. godine gdje, prema legendi, krunidbenim mačem Szczerbiecom udario u Kijevska vrata. 1025. godine biva okrunjen i tim činom kneževina Poljska postaje kraljevina. Iste godine i umire, a nasljeđuje ga Mješko II. koji šest godina kasnije nakon poraza od Nijemaca,Rusina i Čeha biva lišen krune. Umire 1034. godine.
Nakon smrti Mješka II., zemlja tone pod poganskom pobunom i ustankom velikaša. U toku pobune uništena je crkvena organizacija, a prijestolonasljednik Kazimir I. Obnovitelj je bio primoran otići iz zemlje te gubi krunu. Pritom Česi zauzimaju Šlesku te uništavaju Gniezno i Poznanj. Zahvaljujući njemačkoj pomoći vraća se u zemlju, ali samo kao knez. Premješta prijestolnicu u Krakov, a pod kneževinu vraća Mazoviju, Šlesku i Pomorje. Najveća zamjerka njegove vladavine je u tome što nije uspio osamostaliti kneževinu. Umire 1058. godine. Nasljeđuje ga Boleslav II. Smjeli.
Boleslav II. Smjeli se nakon uspješnih ratova uspio Poljskoj povratiti status kraljevine, okrunivši se za kralja 1076. godine.
Od vremena vladanja Boleslava III. Krivoustog (1102. – 1138.) Poljaci su počeli voditi dugotrajne ratove protiv pripadnika Teutonskog viteškog reda koji u 12. stoljeću otimaju Poljskoj područja Pomorja od ušća Visle do Gdanjska. Tim je osvajanjima Poljskoj zapriječen put do Baltičkog mora. Nakon njegove smrti Poljska je u stalnim sukobima s Brandenburgom i teutoncima, a u tim je sukobima izgubila zapadno Pomorje, Veliku Poljsku, Gdanjsko primorje i jug države.

### Unija s Litvom
Godine 1569., Kraljevina Poljska ulazi u lublinsku uniju s Velikom Kneževinom Litvom.
Postojala je do 1795. godine, a u 16. i 17. stoljeću predstavljala je najveću državu Europe. Država je u svoje vrijeme bila vrlo napredna u kulturno-političkom smislu, a razlog tomu je izrazita multikulturalnost i prisutnost visokog broja obrazovanih ljudi.
Država se prema veličini površine većim dijelom prostirala na prostoru današnje Ukrajine, Bjelorusije, Poljske, Rusije, Litve, Latvije i Estonije. Ukupna površina 1618. godine iznosila je 1.153.465 četvornih kilometara. Na vrhuncu moći u njoj je živjelo oko 14 milijuna ljudi, a većinu stanovnika činili su redom Poljaci, Ukrajinci, Bjelorusi, Litavci, Nijemci, Židovi i ostale narodnosti. Glavna središta države bili su poljski gradovi Krakov i Varšava, a politička moć se centrirala prema zapadnim krajevima države u današnjoj Poljskoj i Litvi.
Nestala je s povijesne pozornice u 18. stoljeću kad su je raskomadale susjedne zemlje.

### Podjele Poljske
Poljska je kroz povijest triput podijeljena (1772., 1793., 1795.), čime je prestala postojati kao suverena država.

#### Prva podjela 1772.
U 18. stoljeću Poljsko-Litavska Unija podijeljena je 3 puta između 3 države. Prva podjela dogodila se 1772. godine sporazumom između Ruskog Carstva, Pruske države i Habsburške Monarhije. Pruska je zauzela Istočnu Pomeraniju (bez Gdanjska), Warmije i dio Kujavije, Habsburška Monarhija Malopoljsku južno od Visle, Podolije i dio Volinije, a Rusko Carstvo sjeveroistočni teritorij Unije s gradovima Mstislav, Vitebsk i Polock te poljski dio Livonije.

#### Druga podjela 1793.
Druga podjela odvila se 1793. godine, dvije godine nakon donošenja Ustava 3. svibnja, između Ruskog Carstva i Pruske te je okupirano područje od oko 200.000 km2 s oko 4 milijuna stanovnika. Većinski dio postaje ruski protektorat te ustav postaje ništavan.

#### Treća podjela 1795.
Treća podjela odvila se 1795. godine ponovno između tri države koje su sudjelovale i u prvoj podjeli. Pruska je zauzela Mazoviju s Varšavom i područje do rijeke Njemen, Habsburška Monarhija područje između rijeka Pilice, Visle i Južnog Buga, a Rusko Carstvo istočno od rijeka Zapadnog Buga i Njemen. Time prestaje višestoljetna politička i kulturna neovisnost Poljske države i započinje "Dugo 19. stoljeće" koje će trajati sve do kraja Prvog svjetskog rata. Nakon zadnje podjele Poljsko-Litavske Unije posljednji kralj Stanisław August Poniatowski morao je abdicirati i prebačen je u Petrograd gdje je preminuo 1798. godine.

### Međuraće
Poljska je opet uspostavljena kao neovisna država nakon Prvoga svjetskog rata, službeno 11. studenoga 1918. godine. Taj isti dan služi kao obilježavanje kraja Prvoga svjetskog rata, koji je završio potpisivanjem predaje Njemačkoga Carstva, 11. studenoga 1918. godine. Poljaci toga dana obilježavanju Dan nezavisnosti.

#### Rat sa Sovjetima
Nakon Prvoga svjetskog rata, Poljsku je zadesio još jedan rat; tj. Poljsko-boljševički rat. Trajao je od 1919. do 1921., a službeno je završio mirom u Rigi. Na tijek rata uvelike je utjecala pobjeda nad Sovjetima u blizini Varšave popularno zvana „Čudo na Visli”.
Nakon rata Poljska je, unatoč predloženoj Curzonovoj liniji na Pariškoj mirovnoj konferenciji 1919., dobila velika područja na istoku poput Vilniusa i Lavova, pomaknuvši granicu 150 km istočno od dogovorene linije. U ratu se profilirao general Józef Piłsudski, koji će do svoje smrti 1935. godine sa stankama biti „načelnik države”, premijer republike i ministar vojske.

### Drugi svjetski rat
Godine 1939. podijeljena je Poljska između Njemačke i Sovjetskog Saveza. Nakon Drugog svjetskog rata, Poljska je dobila nova područja na zapadu, ali je izgubila dvostruko veća područja na istoku. Time je u većoj mjeri ispoštovana Curzonova linija. Njemačka je nakon rata izgubila ogromna područja na istoku, koja su pripojena Poljskoj kao kompenzacija za ratna stradavanja. Poljaci i Ukrajinci iz nekoć istočnih dijelova Poljske deportirani su u zapadne dijelove, koji su nekoć pripadali Njemačkom Carstvu, a Nijemci su protjerani u Njemačku.

#### Okupacija Poljske
Rujna 1939., Treći Reich je zauzeo 48,4% poljskog teritorija na kojem je bilo 63% poljskog stanovništva, dok je SSSR zauzeo 51,6% teritorija na kojem je bilo 37% stanovništva. 
Okupacija je okončana 1945. godine nakon što su se njemačke snage, poražene na Istočnom bojištu povukle s poljske teritorije pred sovjetskim i prosovjetskim poljskim snagama.
Do invazije je došlo nedugo nakon što su u ljeto 1939. godine nacistička Njemačka i SSSR sklopile sporazum o savezništvu koji je, između ostalog, predviđao likvidaciju Poljske kao države, odnosno podjelu njene teritorije na temelju tzv. Curzonove linije, pri čemu je Njemačkoj pripao zapadni dio, a Sovjetima istočni dio koji je nakon okončanja sovjetske invazije u jesen 1939. formalno pripojen Bjeloruskoj i Ukrajinskoj SSR u sastavu SSSR, a manji dio Litvi nekoliko mjeseci prije nego što je ta država pripojena SSSR-u kao jedna od njegovih republika.
Teritorije koje su se našle pod njemačkom vlašću su podijeljene na dvije zasebne cjeline - zapadni dijelovi (uglavnom oni koji su bili carske Njemačke i Austro-Ugarske prije Prvog svjetskog rata su neposredno priključeni Trećem Reichu; istočni dijelovi (uključujući predratnu prijestolnicu Varšavu) su postali dio područja pod specijalnom upravom poznatom kao Generalno guvernatorstvo. Nakon što je Njemačka u ljeto 1941. godine izvela invaziju na SSSR, brzo je pod svoju vlast stavila ostatak predratne Poljske. Južni dio, koji će postati poznat kao tzv. Distrikt Galicija (i odgovara današnjoj Zapadnoj Ukrajini, je priključen Generalno guvernatorstvu. Manji dio na sjeveroistoku predratne Poljske (i dijelu današnje Poljske) je postao dio tzv. Okruga Bialystoka. Ostatak je pripadao novoformiranim područjima Reichskomessariat Ostland (Litva i Bjelorusija), odnosno Reichskommissariat Ukraine.
Nova poljska republika organizirana je kao komunistička država pod imenom Narodna Republika Poljska.

### Hladni rat
Komunisti su odmah nakon oslobođenja 1944., preuzeli vlast. Ime države promijenjeno je tek osam godina kasnije, prikazujući tako uništenje svega demokratskog u toj državi.
Iako je NR Poljska bila je suverena država po međunarodnoj definiciji, njezine vođe morale su proći odobrenje Kremlja. Svoju su politiku prilagodili s onom u Moskvi, radeći tako od Poljske satelitsku zemlju Istočnoga bloka, tj. SSSR-a.
Država je bila dio Istočnog bloka pod kontrolom Sovjetskog Saveza sve do 1980-ih godina, kada je krenuo pokret "Solidarnost", koji je pobijedio na parlamentarnim izborima 1989. godine, te uveo nove demokratske vlasti.

### Povijest od 1989.
Nakon demokratizacije Poljske početkom 1990-ih, započinje tranzicija planskog gospodarstva u slobodno tržišno gospodarstvo.
Godine 1999., Poljska ulazi u NATO-savez, a 1. ožujka 2004. u Europsku uniju.

## Zemljopis

### Reljef
Poljski se reljef sastoji gotovo isključivo od sjevernoeuropske nizine s prosječnom nadmorskom visinom od 173 metra, dok su na jugu (Sudeti i Krkonoše), te Karpati i Tatre, gdje je najviši vrh Poljske, Rysy (2,499 m). Dužina obale je 440 km, Godine 1939 Poljska je imala 70 km obalne dužine i jednu luku – Gdinju. Trenutno, velike morske luke ima u nekoliko gradova Gdańsk, Gdynia, Szczecin, Świnoujście, Police i Kołobrzeg.

### Vode
Kroz nizinu teče nekoliko velikih rijeka - Visla (Wisła), Odra i Varta (Warta). Riječne luke ima, među ostalima:
- - u slivu rijeke Odre u Gliwice, Kędzierzyn-Koźle, Wrocław, Szczecin i Police
- - u slivu rijeke Visle u Varšava, Bydgoszcz, Tczew i Malbork.

Poljska ima oko 9300 jezera, uglavnom na sjeveru zemlje. Mazurija (Mazury) je najveće i najposjećenije jezersko područje u Poljskoj.

### Klima
Poljska ima umjerenu klimu s hladnim, kišovitim i relativno oštrim zimama, te blagim ljetima s čestim pljuskovima.
- Klimatski dijagram Gdynie
- Klimatski dijagram Varšave
- Klimatski dijagram Krakova
- Klimatski dijagram Zakopana

### Glavnaturistička odredišta
- Veliki i mali gradovi: Varšava, Płock, Radom, Piotrków Trybunalski, Łódź, Sieradz, Kalisz, Poznanj, Gniezno, Bydgoszcz, Toruń, Malbork, Gdańsk, Gdynia, Słupsk, Ustka, Darłowo, Kołobrzeg, Międzyzdroje, Świnoujście, Nowe Warpno, Szczecin, Stargard, Zielona Góra, Jelenia Góra, Wałbrzych, Kłodzko, Wrocław, Opole, Gliwice, Katowice, Sosnowiec, Częstochowa, Sucha Beskidzka, Oświęcim, Kalvarija Zebrzydowska, Wadowice, Krakov, Wieliczka, Bochnia, Tarnów, Kielce, Sandomierz, Rzeszów, Łańcut, Zamość, Lublin, Białystok, Giżycko, Olsztyn
- Sela, npr Biskupin, Żelazowa Wola, Lednogóra, Licheń Stary, Bukowina Tatrzańska, Trzebież, Rewal, Trzęsacz, Wierzchosławice, Krzeszów
- Događaji, npr Međunarodno pijanističko natjecanje Frédéric Chopin, Lajkonik u Krakowu, Dani mora u Szczecinu (Dni Morza w Szczecinie), Tour de Pologne, Noć muzeja (na mnogim mjestima)
- Priroda: Tatre, Baltičko more, Nacionalni park Słowiński, Śniardwy, Bjeloveška šuma

## Upravna podjela
Od 1999. godine Poljska ima novi ustroj. Područje je podijeljeno na vojvodstva (županije, polj. województwo), koja su potom podijeljena na kotare (okruge, powiat), potom razdijeljene na općine (gmina).
Trenutno Poljska ima 16 vojvodstava (województwo), 379 kotara (okruga, powiat) i 2478 općina (gmina).

### Vojvodstva
Poljska se dijeli na 16 upravnih područja, vojvodstva (województwa, jednina województwo):
| Pomeransko Zapadnopomeransko Varminsko-mazursko Podlasko Mazovjecko Kujavsko- pomeransko Velikopoljsko Lubusko Donjošlesko Lodzko Opolsko Lublinsko Malopoljsko Potkarpatsko Svetokriško ŠleskoKalinjingrad (Rusija) Litva Bjelorusija Ukrajina Slovačka Češka Republika NjemačkaBaltičko more | \| Vojvodstvo \| Vojvodstvo \| Glavni grad ili gradovi \| \| na hrvatskome \| na poljskom \| Glavni grad ili gradovi \| \| ------------------- \| ------------------- \| ---------------------------------- \| \| Velikopoljsko \| Wielkopolskie \| Poznanj \| \| Kujavsko-pomeransko \| Kujawsko-Pomorskie \| Bydgoszcz / Toruń \| \| Malopoljsko \| Małopolskie \| Krakov \| \| Lodzko \| Łódzkie \| Łódź \| \| Donjošlesko \| Dolnośląskie \| Wrocław \| \| Lublinsko \| Lubelskie \| Lublin \| \| Lubusko \| Lubuskie \| Gorzów Wielkopolski / Zielona Góra \| \| Mazovjecko \| Mazowieckie \| Varšava \| \| Opolsko \| Opolskie \| Opole \| \| Podlasko \| Podlaskie \| Białystok \| \| Pomeransko \| Pomorskie \| Gdanjsk \| \| Šlesko \| Śląskie \| Katowice \| \| Potkarpatsko \| Podkarpackie \| Rzeszów \| \| Svetokriško \| Świętokrzyskie \| Kielce \| \| Varminsko-mazursko \| Warmińsko-Mazurskie \| Olsztyn \| \| Zapadnopomeransko \| Zachodniopomorskie \| Szczecin \| |                                    |
| | |                                    |
| Vojvodstvo | Vojvodstvo | Glavni grad ili gradovi            |
| na hrvatskome | na poljskom | Glavni grad ili gradovi            |
| Velikopoljsko | Wielkopolskie | Poznanj                            |
| Kujavsko-pomeransko | Kujawsko-Pomorskie | Bydgoszcz / Toruń                  |
| Malopoljsko | Małopolskie | Krakov                             |
| Lodzko | Łódzkie | Łódź                               |
| Donjošlesko | Dolnośląskie | Wrocław                            |
| Lublinsko | Lubelskie | Lublin                             |
| Lubusko | Lubuskie | Gorzów Wielkopolski / Zielona Góra |
| Mazovjecko | Mazowieckie | Varšava                            |
| Opolsko | Opolskie | Opole                              |
| Podlasko | Podlaskie | Białystok                          |
| Pomeransko | Pomorskie | Gdanjsk                            |
| Šlesko | Śląskie | Katowice                           |
| Potkarpatsko | Podkarpackie | Rzeszów                            |
| Svetokriško | Świętokrzyskie | Kielce                             |
| Varminsko-mazursko | Warmińsko-Mazurskie | Olsztyn                            |
| Zapadnopomeransko | Zachodniopomorskie | Szczecin                           |

## Politika
Vidi i: Trećesvibanjski Ustav
Sadašnji poljski Ustav donesen je 1997. godine.
Predsjednik države bira se na općim izborima svakih pet godina. On je šef države, najviši predstavnik zemlje u domaćim i međunarodnim pitanjima, te vrhovni zapovjednik oružanih snaga. Ima ovlasti pod određenim okolnostima raspustiti zakonodavna tijela i raspisati nove izbore.
Predsjednik vlade predsjeda Vijećem ministara, koje izvršava odluke zakonodavnih tijela. Predsjednika vlade imenuje predsjednik države uz odobrenje parlamenta, a najčešće je to vođa vladajuće stranke. Članove Vijeća ministara imenuje donji dom parlamenta.
Parlament ili Narodna skupština (Zgromadzenie Narodowe) ima Donji dom (Sejm) s 460 zastupnika i Senat (Senat) sa 100 zastupnika. Zastupnici se biraju svake četiri godine, većinskim sustavom glasovanja po pokrajinama. Ustavom manjine imaju dva zastupnička mjesta. Stranke moraju imati barem 5% ukupnog broja glasova kako bi ušle u parlament.
Glavne grane sudstva su Vrhovni sud (Sąd Najwyższy), čije suce imenuje predsjednik države na preporuku Državnoga sudbenog vijeća na neograničeno vrijeme, i Ustavni sud (Trybunał Konstytucyjny), čije suce bira Sejm na mandat od devet godina.

## Gospodarstvo
Prije Drugoga svjetskog rata, gospodarstvo je uglavnom ovisilo o poljoprivredi.
Za vrijeme komunizma uvedena je sovjetsko plansko gospodarstvo s naglaskom na industriji.
Krajem sedamdesetih god. XX. st. javljaju se velikih gospodarskih problemi, zbog kojih je dijelom i pao komunizam.
Pobjedom demokracije i stjecanjem samostalnosti, uvedene su reforme radi prelaska na slobodno tržište. Nakon početne krize, gospodarstvo je ravnomjerno raslo, kao i privatizacija i strana ulaganja
Strukturne promjene zdravstva, obrazovanja, mirovinskog sustava i državne uprave izazvale su znatne porezne pritiske.
Bruto domaći proizvod stalno je rastao od 1993. do 2000. uz kraće usporavanje u 2001. i 2002. godini.
Približavanje članstva u Europskoj uniji opet je potaknulo gospodarstvo, koje je u 2003. poraslo za 3,7%.

## Stanovništvo
| Stanovništvo Poljske | Stanovništvo Poljske | Stanovništvo Poljske | Stanovništvo Poljske | Stanovništvo Poljske | Stanovništvo Poljske |
| godina               | stanovništvo         | promjena (%)         | godina               | stanovništvo         | promjena (%)         |
| -------------------- | -------------------- | -------------------- | -------------------- | -------------------- | -------------------- |
| 1846.                | 11 107 000           | -                    | 1960.                | 29 776 000           | 19,1%                |
| 1911.                | 22 110 000           | 99,1%                | 1970.                | 32 642 000           | 9,6%                 |
| 1921.                | 27 177 000           | 22,9%                | 1978.                | 35 061 000           | 7,4%                 |
| 1931.                | 32 107 000           | 18,4%                | 1988.                | 37 879 000           | 8,0%                 |
| 1938.                | 34 849 000           | 8,5%                 | 1990.                | 38 183 000           | 0,8%                 |
| 1946.                | 23 930 000           | -31,3%               | 1995.                | 38 610 000           | 1,1%                 |
| 1950.                | 25 008 000           | 4,5%                 | 2000.                | 38 654 000           | 0,1%                 |

Stanovništvo Poljske je najgušće na jugu, a najrjeđe na sjeverozapadu i sjeveroistoku zemlje.
63% ljudi živi u gradovima (podatak iz 2001. godine). 42 grada imaju više od sto tisuća stanovnika, a 6 gradova više od petsto tisuća.
Poljska je nekad pokrivala mnogo naroda, kultura i vjera. Drugi svjetski rat i teritorijalni pomak na zapad homogenizirali su stanovništvo.

### Etničke skupine
Vidi i: Hrvati u Poljskoj
Danas Poljaci čine 98% stanovnika, a najbrojnije manjine su Nijemci, Ukrajinci i Bjelorusi.

### Demografija
| Podatci za 2006. godinu              |                                               |
| Broj stanovnika                      | 38 622 000                                    |
| Stanovništvo po godištu              |                                               |
| 0 — 14 godina                        | 16,7% (muškaraca 3 319 176; žena 3 150 859)   |
| 15 — 64 godina                       | 70,3% (muškaraca 13 506 153; žena 13 638 265) |
| preko 64 godine                      | 13% (muškaraca 1 912 431; žena 3 108 260)     |
| Srednja starost                      |                                               |
| U cijelom stanovništvu               | 36,43 godina                                  |
| Muškaraca                            | 34,52 godina                                  |
| Žena                                 | 38,49 godina                                  |
| Prirodni porast                      | 0,028%                                        |
| Broj živorođenih na 1 000 stanovnika | 10,78                                         |
| Broj umrlih na 1 000 stanovnika      | 10,01                                         |
| Stanovništvo po spolu                |                                               |
| pri rođenju                          | 1,06 muškaraca/ženi                           |
| ispod 15 godina                      | 1,05 muškaraca/ženi                           |
| 15 — 64 godina                       | 0,99 muškaraca/ženi                           |
| iznad 64 godina                      | 0,62 muškaraca/ženi                           |
| U cijelom stanovništvu               | 0,94 muškaraca/ženi                           |
| Očekivana dužina života              |                                               |
| U cijelom stanovništvu               | 74,74 godina                                  |
| Muškaraca                            | 70,71 godina                                  |
| Žena                                 | 79,03 godina                                  |

### Religija
Vidi: Katolička Crkva u Poljskoj
Većina Poljaka (95%) su katolici, a 75% se računa kao aktivni katolici[nedostaje izvor]. Nekatoličkih 5% stanovništva uglavnom pripada pravoslavlju i protestantizmu.

### Jezici
Poljski jezik, koji pripada zapadnoj grani slavenskih jezika, jest službeni jezik Poljske.
Bjeloruski, ukrajinski i 14 ostalih imaju status manjinskih jezika, među kojima se ističe kašupski jezik s 366 000 govornika.

### Gradovi
Najveći gradovi u Poljskoj iznad 100 tisuća stanovnika:
| Br. | Grad                | Broj stanovnika (2006.) | Vojvodstvo          |
| --- | ------------------- | ----------------------- | ------------------- |
| 1.  | Varšava             | 1 697 596               | Mazovjecko          |
| 2.  | Łódź                | 767 628                 | Łódźsko             |
| 3.  | Kraków              | 756 629                 | Malopoljsko         |
| 4.  | Wrocław             | 635 932                 | Donjošlesko         |
| 5.  | Poznań              | 567 882                 | Velikopoljsko       |
| 6.  | Gdanjsk             | 458 053                 | Pomeransko          |
| 7.  | Szczecin            | 411 119                 | Zapadnopomeransko   |
| 8.  | Bydgoszcz           | 366 074                 | Kujavsko-pomeransko |
| 9.  | Lublin              | 354 967                 | Lublinsko           |
| 10. | Katowice            | 317 220                 | Šlesko              |
| 11. | Białystok           | 294 864                 | Podlasko            |
| 12. | Gdynia              | 252 791                 | Pomeransko          |
| 13. | Częstochowa         | 246 890                 | Šlesko              |
| 14. | Radom               | 227 018                 | Mazovjecko          |
| 15. | Sosnowiec           | 226 034                 | Šlesko              |
| 16. | Kielce              | 208 193                 | Svetokriško         |
| 17. | Toruń               | 208 007                 | Kujavsko-pomeransko |
| 18. | Gliwice             | 199 451                 | Šlesko              |
| 19. | Zabrze              | 191 247                 | Šlesko              |
| 20. | Bytom               | 187 943                 | Šlesko              |
| 21. | Bielsko-Biała       | 176 987                 | Šlesko              |
| 22. | Olsztyn             | 176 864                 | Varminsko-mazorsko  |
| 23. | Rzeszów             | 163 069                 | Podkarpatsko        |
| 24. | Ruda Śląska         | 146 582                 | Šlesko              |
| 25. | Rybnik              | 141 580                 | Šlesko              |
| 26. | Tychy               | 131 153                 | Šlesko              |
| 27. | Dąbrowa Górnicza    | 130 128                 | Šlesko              |
| 28. | Opole               | 128 268                 | Šlesko              |
| 29. | Płock               | 127 461                 | Mazovjecko          |
| 30. | Elbląg              | 127 275                 | Varminsko-mazursko  |
| 31. | Wałbrzych           | 126 465                 | Donjošlesko         |
| 32. | Gorzów Wielkopolski | 125 416                 | Lublinsko           |
| 33. | Włocławek           | 119 939                 | Kujavsko-pomeransko |
| 34. | Zielona Góra        | 118 221                 | Lublinsko           |
| 35. | Tarnów              | 117 560                 | Malopoljsko         |
| 36. | Chorzów             | 114 686                 | Šlesko              |
| 37. | Kalisz              | 108 841                 | Velikopoljsko       |
| 38. | Koszalin            | 107 887                 | Zapadnopomeransko   |
| 39. | Legnica             | 105 750                 | Donjošlesko         |

## Kultura
Poljska je uglavnom dijelila sva razdoblja kulturnog razvitka Zapada. Renesansa je dovela do procvata poljske kulture, dok je reformacija ubrzala razvoj književnosti na poljskom. Francuska je kultura jako utjecala na Poljsku u 18. i 19. stoljeću.
Ovo su samo neki od brojnih Poljaka koji su doprinijeli svjetskoj kulturi:
- političari i državnici: Józef Piłsudski, Lech Wałęsa
- papa Ivan Pavao II.
- književnici: Andrzej Frycz Modrzewski, Mikołaj Rej, Jan Kochanowski, Piotr Skarga, Mikołaj Sęp Szarzyński, Szymon Szymonowic, Adam Mickiewicz, Juliusz Słowacki, Cyprian Kamil Norwid, Ignacy Krasicki, Julian Ursyn Niemcewicz, Eliza Orzeszkowa, Maria Konopnicka, Henryk Sienkiewicz, Joseph Conrad, Władysław Reymont, Stanisław Przybyszewski, Stefan Žeromski, Bolesław Prus, Bruno Schulz, Witold Gombrowicz, Paweł Jasienica, Czesław Miłosz, Stanisław Lem, Krzysztof Kamil Baczyński, Wisława Szymborska, Stanisław Barańczak
- znanstvenici: Nikola Kopernik, Jędrzej Śniadecki, Maria Skłodowska-Curie, Tadeusz Wolański
- redatelji: Andrzej Wajda, Krzysztof Kieślowski, Roman Polański
- skladatelji: Fryderyk Chopin, Stanisław Moniuszko, Henryk Wieniawski, Ignacy Jan Paderewski, Karol Szymanowski, Witold Lutosławski, Krzysztof Penderecki, Jan A. P. Kaczmarek.
- slikari: Stanisław Ignacy Witkiewicz, Stanisław Wyspiański, Daniel Chodowiecki, Jan Matejko, Juliusz Kossak , Wojciech Kossak, Jacek Malczewski

## Državni praznici (neradni dani)
| datum        | hrvatski naziv             | lokalni naziv                                    | napomene |
| ------------ | -------------------------- | ------------------------------------------------ | --- |
| 1. siječnja  | Nova godina                | Nowy Rok                                         | |
| 6. siječnja  | Bogojavljenje              | Święto Trzech Króli,Objawienie Pańskie, Epifania | |
| klizni datum | Uskrs                      | Wielkanoc                                        | |
| klizni datum | Uskrsni ponedjeljak        | Poniedziałek Wielkanocny                         | dan nakon Uskrsa                                                                                               |
| 1. svibnja   | Državni praznik            | Święto Pracy                                     | zapravo Praznik rada, ali Poljaci ne vole taj naziv                                                            |
| 3. svibnja   | Državni praznik 3. svibnja | Święto Konstytucji Trzeciego Maja                | naziva se i "Dan ustava"                                                                                       |
| klizni datum | Duhovi                     | Pierwszy dzień Zielonych Świątek                 | nedjelja 50 dana nakon Uskrsa                                                                                  |
| klizni datum | Tijelovo                   | Boże Ciało                                       | četvrtak 10 dana nakon Duhova                                                                                  |
| 15. kolovoza | Velika Gospa               | Wniebowzięcie Najświętszej Maryi Panny           | |
| 15. kolovoza | Dan Poljske vojske         | Święto Wojska Polskiego                          | dan spomene pobjede Poljska vojska nad Sovjetskom Savezom u "Čudu na Visli" (tijekom Bitci za Varšavu (1920.)) |
| 1. studenog  | Svi sveti                  | Wszystkich Świętych                              | |
| 11. studenog | Dan neovisnosti            | Narodowe Święto Niepodległości                   | |
| 25. prosinca | Božić                      | Boże Narodzenie                                  | |
| 26. prosinca | Sveti Stjepan              | Boże Narodzenie (Świętego Szczepana)             | |

## Zanimljivosti
Na području današnje južne Poljske poznate i kao Małopolska postojala je u ranom srednjem vijeku država Bijelih Hrvata. Poznato je da se još u 19. i 20. st. oko sto tisuća poljskih imigranata u SAD prilikom ulaska izjasnilo kao Białochorwaty ("Bjelohrvati"), ali Poljaci nikad nisu čuli niti za Bjelohrvate, niti za Bijelu Hrvatsku (osim sveučilišnih profesora i studenata slavistike).
Poljaci (kao i još neki europski narodi) nemaju pozdrav za "Dobro jutro". Njima je od zore "Dzień dobry". ("Dobar dan.")
Kako je vinova loza u Poljskoj vrlo rijetka tako je, naravno, i vino. Tako, zimi, Poljaci tradicionalno ne piju kuhano vino već čaj ili kuhano pivo (!). "Grzane piwo z sokiem" je nacionalno zimsko piće - zgrijano pivo sa slatkim sokom. Poljaci piju i hladno pivo sa sokom.
Poljaci su skloni stvari nazivati opisnim načinom; tako je najslavenskije piće "medovina" kod Poljaka "miód pitny" ("pitki med").
Varšava je kroz čitavu povijest Poljske bila u "zapadnoj polovici države". Od kraja 2. svjetskog rata kad su Poljaci definitivno ostali bez svojih istočnih krajeva u korist SSSR-a, Varšava je u "istočnoj polovici države".
Poljaci se jako ponose svojim medenjacima koji su opako začinjeni svim i svačim - od papra i cimeta do raznih drugih dodataka. To je dokaz da je Poljska nekad bila moćna država koja si je mogla priuštiti obilan uvoz začina iz Azije. Tijesto za prave tradicionalne medenjake, nakon što je zamiješeno, odležava 2 godine.
Letonija (Latvija), tada Kurlandska kneževina, kao poljski vazal imala je i kolonije, npr. na Tobagu (danas Trinidad i Tobago) koje su kasnije postale poljske.
U Šleskoj, Pomeraniji i Istočnoj Pruskoj, krajevima koje je Poljska nakon 2. svjetskog rata dobila od Njemačke, Poljaka je bilo vrlo malo. Tek četvrtina mjesta imala je i poljsko ime; danas u svim tim mjestima žive Poljaci, mahom protjerani iz bivše istočne Poljske i sva mjesta imaju "prilagođena", slavenizirana poljska imena.
Bjeloruse Poljaci smatraju Rusima, a Rusi se šale na račun njihova jezika i pogrdno ih nazivaju Poljacima.
Grkokatolička kršćanska denominacija nastala je tako da su Poljaci natjerali pravoslavce nad kojima su vladali u svojoj nekad divovskoj državi da prihvate Papu kao vrhovnog crkvenog gospodara, ali su im dozvolili da zadrže pravoslavni obred. Papa se složio u svrhu privlačenja duša "pravovjerstvu".
Lavov u današnjoj Ukrajini (ukr. Lviv, polj. Lwów, njem. Lemberg) svojevremeno je bio jedan od najvećih i najprosperitetnijih poljskih gradova sa zamršenim nacionalnim sastavom: Poljaci u većini + Ukrajinci + Rusi + Bjelorusi + Židovi u gotovo jednakim omjerima i nešto Litvanaca. Danas u Lavovu gotovo da i nema Poljaka - tek gdjekoji koji se obogatio na zapadu pa kao umirovljenik obnavlja svoju rodnu ili roditeljsku kuću.
Južno od Chicaga postoji nekoliko okruga u kojima žive gotovo isključivo Poljaci; College of Illinois svoje web stranice održava jednako kako na engleskom tako i na poljskom.